# 程駿
程 駿（てい しゅん、414年 - 485年）は、北涼から北魏にかけての学者・官僚。字は驎駒。本貫は広平郡曲安県。

## 経歴
程駿の祖先は、6世の祖の程良のときに晋の都水使者となり、事件に連座して涼州に流された。祖父の程肇は、後涼の呂光の下で民部尚書となった。
程駿は幼くして父を失い、喪に服して孝行で知られた。劉昞に師事して、学問を好み、昼夜に読書して倦まなかった。程駿は当時の儒者が老荘を否定していたことに反論をおこなった。劉昞は「卿は年がなお稚きに、言は老成するがごとし。美しきかな」と言って称揚した。名声が広まり、北涼の沮渠牧犍に抜擢されて東宮侍講となった。
439年（太延5年）、北魏の太武帝が北涼を平定すると、程駿は平城に身柄を移された。文成帝が即位すると、著作佐郎に任じられた。まもなく著作郎に転じた。任城王拓跋雲の下で郎中令となり、王に教戒の言葉を進言して聞き入れられた。皇興年間、高密郡太守に任じられた。尚書の李敷は程駿の学才を高く評価して献文帝に奏上した。献文帝はたびたび程駿を召し出して『易経』や『老子道徳経』の文意を訊ねた。献文帝は自身を文王に、程駿を太公望に喩えて、程駿を讃えた。
延興末年、文明太后が太上皇帝となった献文帝のために高句麗の長寿王に命じてその娘を後宮に入れさせようとした。長寿王は娘がすでに他家にとついでいるとして、代わりに弟の娘を入内させるよう求めて、許された。程駿は散騎常侍となり、安豊男の爵位を受け、伏波将軍の号を加えられ、持節を受けて、娘を迎えに高句麗へ赴いた。長寿王は北燕の故事を持ち出して婚儀に反対する側近の言葉を聞き入れ、娘が死去したといつわって喪を発した。程駿は連年高句麗とのあいだを往復して、娘の死の真相を明らかにし、入内させる宗族の娘を新たに選抜するよう長寿王に迫った。長寿王は怒りにかられて、程駿の従者に提供する酒食を断ち、程駿を辱めようとした。たまたま献文帝が死去したため、入内の話は沙汰やみとなり、程駿は帰国して秘書令に任じられた。
神主を太廟に移すにあたって、旧例では廟中の執事の官に爵位を与えることとなっており、群臣たちはみな旧例に倣うことに賛同したが、程駿はひとり反対論を唱えて聞き入れられた。また南征の軍事行動を停止するよう上表したが、こちらは聞き入れられなかった。
481年（太和5年）、沙門の法秀が反乱を起こして処刑されると、程駿は「慶国頌」16章を作って上表した。485年（太和9年）1月、薄葬を指示する遺言を残して病没した。享年は72。冠軍将軍・兗州刺史の位を追贈され、曲安侯に追封された。諡は憲といった。生前に私製した文章は自ら文集にまとめてあった。

## 子女
6人の男子があった。
- 程元継
- 程公達
- 程公亮
- 程公礼
- 程公義（侍御史・謁者僕射・都水使者・武昌王司馬・沛郡太守）
- 程公称（主文中散・給事中・尚書郎、早逝）

## 伝記資料
- 『魏書』巻60 列伝第48
- 『北史』巻40 列伝第28